# Haim Landau
Haim Landau (en hebreo: חיים לנדאו) fue un político israelí. Nació el 10 de septiembre de 1916 en Cracovia y falleció el 16 de octubre de 1981.

## Biografía
Haim Landau nació en Cracovia, entonces parte del Imperio austrohúngaro, hoy en Polonia, y emigró a Israel en 1935. Se unió a Beitar y a Irgún y, de acuerdo con el sitio web de Irgún "Tomó parte en las represalias contra los árabes", al mismo tiempo que terminaba su carrera en la construcción
En 1940, era un comandante de la rama Betar en Haifa, y a principios de 1944 se trasladó a Tel Aviv. En 1947 representó a la Irgún, junto con Menájem Beguin y Shmuel Katz, en una reunión con la UNSCOP.
Landau fue uno de los fundadores de la Herut, y fue miembro de las primeras ocho Knésets. Fue miembro del gabinete de Begin, actuando como Ministro de Desarrollo de Israel entre 1967 y 1970 y, a pesar de no conservar su escaño en las elecciones de 1977, se hizo Ministro de Transporte, cargo que mantuvo hasta las elecciones de 1981. Después de su muerte, el Ministerio de Transporte rebautizó la Carretera 5 con su nombre.